# العنود بنت دحام البخيت الفايز
الأميرة العنود بنت دحام الفايز (وُلدت عام 1957-) هي نبيلة أردنية وزوجة سابقة لأحد أفراد العائلة المالكة السعودية. وهي ابنة الشيخ دحام بن درداح البخيت الفايز أحد شيوخ عشيرة الفايز من بني صخر، ووالدتها قطنة بنت مثقال باشا الفايز ابنة الشيخ الأكبر لعشيرة بني صخر.  
تزوجت من الملك عبد الله بن عبد العزيز آل سعود عام 1972 عندما كانت تبلغ من العمر 15 عامًا، بينما كان عمره حوالي 50 عامًا. انفصلا في عام 2003، ومنذ ذلك الحين تعيش في لندن، المملكة المتحدة.
أنجبت الشيخة العنود أربع بنات: جواهر، هلا، مها، وسحر آل سعود. احتُجزت بناتها من قبل النظام السعودي، مما دفع الشيخة العنود إلى مناشدة المجتمع الدولي لمساعدتهن. في عام 2021، توفيت ابنتها هلا، ثم توفيت ابنتها مها بعد ستة أشهر.

## قضية العنود وبناتها المحتجزات
ناشدت العنود الفايز الرئيس الأمريكي باراك اوباما خلال زيارته للسعودية بالتدخل لاطلاق سراح بناتها الاربعة المحتجزات من قبل والدهن منذ 14 سنة خلافا لرغبتهن في أحد القصور في مدينة جدة فيما لفتت إلى ان بناتها لم يحصلن لغاية الآن على هوية أو جواز سفر ويأكلن وجبة غذائية واحدة باليوم.
ذكرت العنود الفايز نقلا عن صحيفة التايمز البريطانية أن بناتها الاربع «سحر ومهى وهلا وجواهر محتجزات بالقوة»، خلافًا لرغبتهن ومُنقطعات عن العالم الخارجي. مؤكدة أن بناتها يحتجن إلى المساعدة ولإطلاق سراحهن فوراً وعلى أوباما أن يلقي الضوء على هذه القضية خلال زيارته للملك، وللوقوف على هذه التجاوزات ضد بناتي. وقد عَيّن الملك أخ البنات غير الشقيق، لمراقبتهن ولتوثيق أي طلب لهن للخروج من القصر شريطة أن يخضع لتقييدات صارمة وأن يكون بهدف المشتريات فقط.
كان الملك عبد الله بن عبد العزيز يدللهن ويسمح لهن بالسفر ويغدق عليهن الأموال والهدايا، طلقها فجأة، ذهبت إلى الأردن مع بناتها، أعادها مرة أخرى وعادت إلى المملكة، قبل أن يطلقها مرة أخرى، ويحتفظ بالبنات هذه المرة، وتهرب هي إلى لندن أرسلت صحيفة صاندي تايمز التفاصيل الكاملة لادعاءات الشقيقتين ووالدتهما إلى السفارة السعودية في لندن دون تلقي رد منها، وكذلك المفوضية السامية لحقوق الإنسان التابعة للأمم المتحدة نقلت رسالة الوالدة العنود إلى رشيدة مانجو مقررة الأمم المتحدة الخاصة حول العنف ضد المرأة لاتخاذ الإجراءات اللازمة. يُشار إلى أن الأميرة العنود الفايز تعيش منذ طلاقها في العام 2003 في لندن. 